# Frog Eyes
Frog Eyes är ett indierock-band från Victoria, British Columbia, Kanada, startat 2001.
Bandet består av sångaren och gitarristen Carey Mercer, Melanie Campbell trummor, Spencer Krug, Carey Mercer, Michael Rak och McCloud Zicmuse.

## Medlemmar
Nuvarande medlemmar
- Carey Mercer - sång, gitarr (2001-idag)
- Dante DeCaro - gitarr, basgitarr
- Shyla Seller - piano, orgel
- Matt Skillings - trummor, slagverk

Tidigare medlemmar
- Melanie Campbell - trummor (2001-?)
- Megan Boddy - sång
- Ryan Beattie - gitarr
- Grayson Walker - keyboard (2001-2004)
- McCloud Zicmuse - gitarr (2007)
- Michael Rak - basgitarr (2001-?)
- Spencer Krug - keyboard (2001, 2006-2007)

## Diskografi
Studioalbum
- 2002 – The Bloody Hand
- 2003 – The Golden River
- 2004 – Ego Scriptor
- 2004 – The Folded Palm
- 2007 – Tears Of The Valedictorian
- 2010 – Paul's Tomb: A Triumph
- 2013 – Carey's Cold Spring

EP
- 2003 – Emboldened Navigator
- 2006 – The Future Is Inter-Disciplinary or Not at All
- 2007 – Daytrotter Session

Singlar
- 2002 – Frog Eyes / Jerk With a Bomb (delad singel)
- 2007 – Frog Eyes / Hello, Blue Roses (delad singel)